# Amelia Earhart
Amelia Mary Earhart (wym. ɛərhɑrt; ur. 24 lipca 1897, zaginiona 2 lipca 1937, uznana za zmarłą 5 stycznia 1939) – amerykańska pilotka, dziennikarka i autorka książek. Pierwsza kobieta, która przeleciała nad Oceanem Atlantyckim jako pasażerka (1928) i pierwsza kobieta, która jako pilotka uczyniła to samotnie (1932), za co została odznaczona Zaszczytnym Krzyżem Lotniczym. Ustanowiła wiele rekordów, w tym dotyczących prędkości i wysokości lotu. Autorka bestsellerów opisujących jej doświadczenia związane z lataniem. Przyczyniła się do utworzenia Ninety-Nines, organizacji non-profit zrzeszającej pilotki z całego świata. Zaangażowana w politykę, była członkinią National Woman's Party (Krajowa Partia Kobiet), popierała również Equal Rights Amendment (poprawkę o równouprawnieniu kobiet).
Podczas próby lotu wokółziemskiego w 1937 roku samolotem Lockheed L-10 Electra zaginęła wraz z nawigatorem Fredem Noonanem nad środkowym Pacyfikiem, niedaleko wyspy Howland. Okoliczności tego zdarzenia pozostają nierozwiązaną tajemnicą, będąc przedmiotem teorii spiskowych i fascynacji wielu ludzi.

## Życiorys

### Dzieciństwo

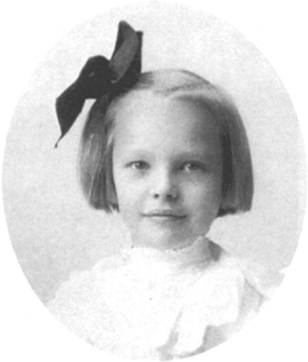
Amelia Earhart w wieku dziecięcym

Amelia Mary Earhart, córka Samuela ‘Edwina’ Earharta (1868–1930) i Amelii Otis Earhart (1869–1962) urodziła się w Atchinson (Kansas) w domu swojego dziadka, Alfreda Otisa, byłego sędziego i prezydenta Atchinson Saving Bank.
Imiona, zgodnie z rodzinnym zwyczajem, nadano jej po dwóch babciach (Amelii Josephine Harres i Mary Wells Patton).

### Pierwszy lot transatlantycki (1928)

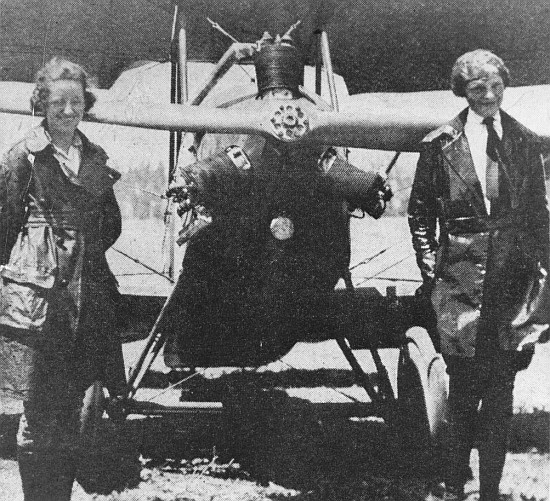
Pierwsze doświadczenia lotnicze: Neta Snook i Amelia Earhart przed swoim samolotem typu Kinner Airster, ok. 1921

Po samotnym przelocie Charlesa Lindbergha nad Atlantykiem w 1927 roku, Amy Phipps Guest, córka amerykańskiego przemysłowca Hendry’ego Philipsa, pragnęła być pierwszą kobietą która przeleci nad Oceanem Atlantyckim. Tuż po rozpoczęciu przygotowań uznała jednak, że wyprawa jest zbyt niebezpieczna. Wycofując się postanowiła wesprzeć projekt finansowo, sugerując by znaleziono „inną dziewczynę z odpowiednim image”. W lipcu 1928 roku Earhart dostała telefon od publicysty, kapitana Hiltona H. Raileya, który zapytał ją, czy nie zechciałaby być pierwszą kobietą w historii, która przeleciała nad Atlantykiem.
Koordynatorzy całego przedsięwzięcia spotkali się z Earhart i zaproponowali jej towarzystwo Wilmera Stultza i drugiego pilota/mechanika Louisa Gordona. Earhart miałaby być jedynie pasażerem, rejestrującym zapis lotu. Trójka wystartowała z portu w Trepassey w Nowej Fundlandii samolotem Fokker F.VIIb/3m 17 czerwca 1928 roku i wylądowała w Burry Port, koło Llanelli (Walia) około 21 godzin później. Lot odbył się całkowicie zgodnie z planem. Tuż po lądowaniu w wywiadzie Earhart powiedziała: „Stultz pilotował. Ja byłam tylko bagażem, jak zwykły worek ziemniaków”. Dodała jeszcze: „Może kiedyś spróbuję tego sama”. Kiedy zespół powrócił do Stanów Zjednoczonych został przywitany uroczystą paradą w Nowym Jorku i przyjęciem w Białym Domu.

### Samotny lot transatlantycki (1932)

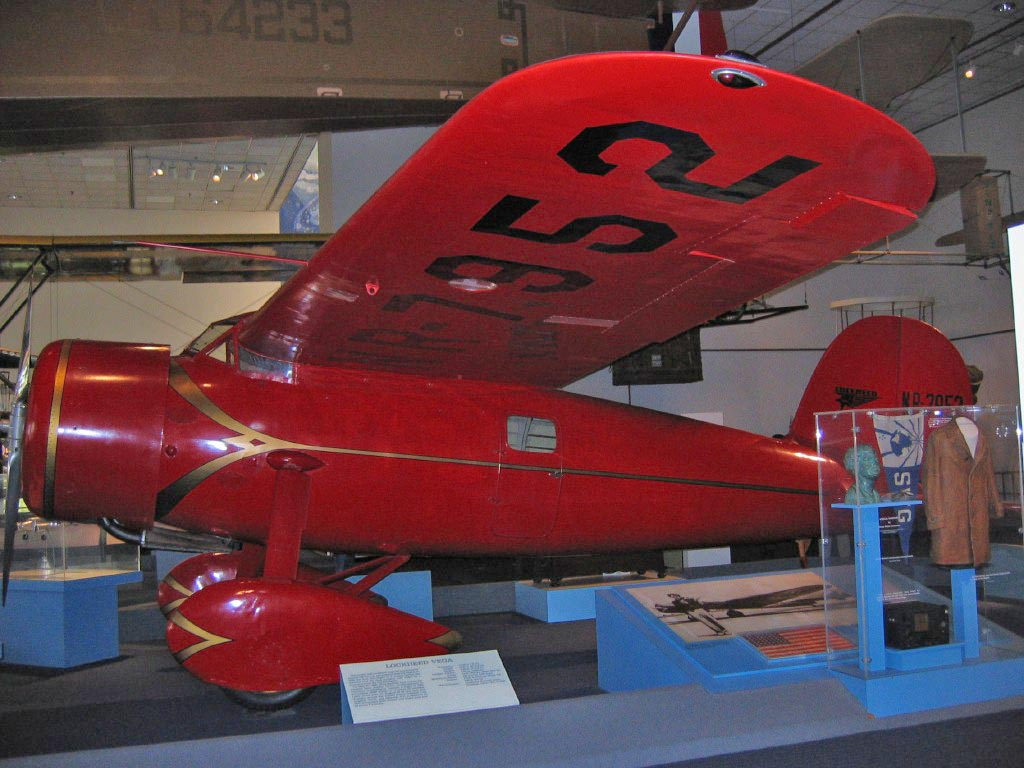
Lockheed Vega 5B, którym leciała Amelia Earhart w National Air and Space Museum, Waszyngton, USA

W wieku 34 lat, rankiem 20 maja 1932 roku Earhart wyruszyła w podróż z Harbour Grace na Nowej Fundlandii, mając przy sobie ostatnie wydanie lokalnej gazety. Jej celem było dotarcie do Paryża w jednosilnikowym Lockheed Vega, powtarzając wcześniejsze osiągnięcie Charlesa Lindberga. Po trwającym 14 godzin i 56 minut locie, podczas którego musiała zmagać się z silnymi północnymi wiatrami, przeraźliwym zimnem i kłopotami technicznymi, wylądowała na pastwisku w Culmore, koło Londonderry w Irlandii Północnej. W miejscu, w którym wylądowała, znajduje się dzisiaj muzeum.
Jako pierwsza kobieta, która przeleciała nad Atlantykiem samotnie, Earhart otrzymała wysokie odznaczenia od Kongresu, Prezydenta Stanów Zjednoczonych Herberta Hoovera oraz rządu Francji. W miarę jak jej sława rosła, przyjaźniła się z coraz to liczniejszą grupą oficerów oraz między innymi z Eleanor Roosevelt, z którą dzieliła wiele pasji.

### Okoliczności śmierci

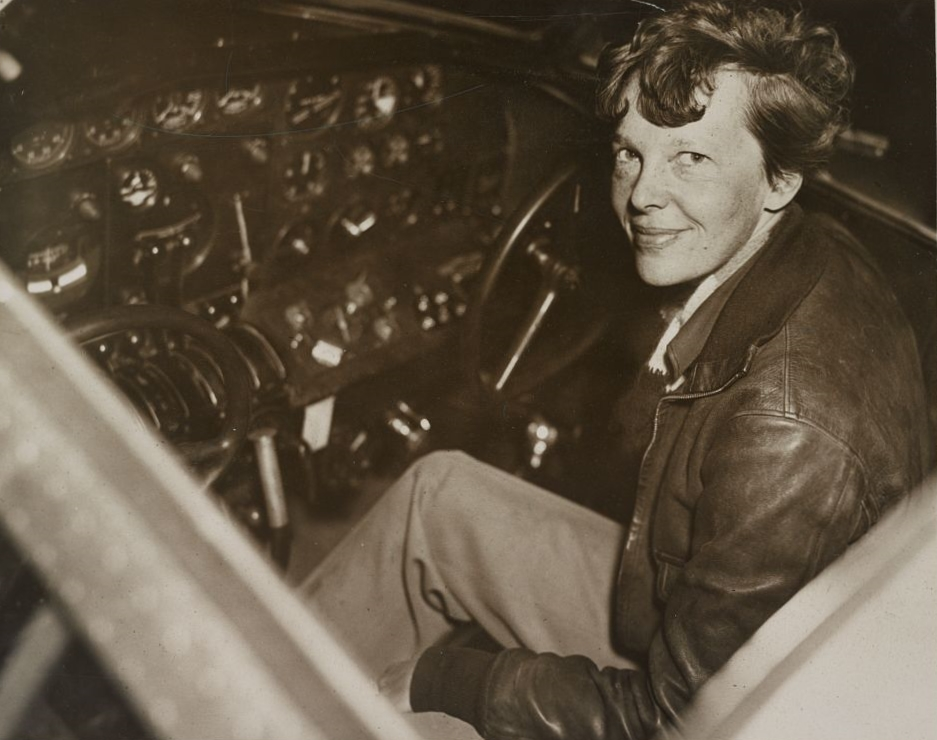
Amelia Earhart w kabinie swojego samolotu w 1937

W 1937 roku podjęła próbę okrążenia kuli ziemskiej wzdłuż równika (gdyby to się udało, byłaby pierwszą kobietą, która przeleciała dookoła świata). Po 40 dniach podróży (samolotem Lockheed L-10 Electra) i przebyciu około 3/4 dystansu, po wystartowaniu z Nowej Gwinei, lecąc nad Oceanem Spokojnym razem z nawigatorem Fredem Noonanem stracili kontakt radiowy. Pomimo natychmiastowego podjęcia poszukiwań (na które rząd USA wydał około 4 miliony dolarów) nie odnaleziono żadnych śladów zaginionego samolotu. Oprócz najbardziej prawdopodobnej możliwości, mówiącej że ich samolot (po wyczerpaniu się zapasu benzyny) wpadł do oceanu, pojawiły się także inne teorie.

#### Teoria Wyspy Gardner
Samolot zaginął w pobliżu Wysp Feniks na środkowym Pacyfiku. Na atolu Nikumaroro (dawniej znanej jako Wyspa Gardner) odnaleziono m.in. but uznany za damski, pudełko od amerykańskiego sekstantu i butelkę benedyktynki, którą lubiła pilotka. Odkryć dokonała grupa badawcza The International Group for Historic Aircraft Recovery (TIGHAR), która na przełomie XX i XXI wieku dokonała kilkunastu ekspedycji badawczych na wyspę Nikumaroro. Ich odkrycia zostały powiązane z ludzkim szkieletem, który odnaleziono na wyspie w 1940 roku. Początkowo został on uznany za męski, ale ponowna analiza antropologiczna (dokonana na bazie opisu, gdyż sam szkielet zaginął) opublikowana w 2018 roku wskazała, że mógł należeć jednak do kobiety. Wymiary kości odpowiadają tym, które można wyznaczyć z fotografii i zachowanych ubrań Earhart. To sugeruje, że pionierka awiacji mogła zakończyć życie jako rozbitek na odizolowanej wyspie. W 2019 roku na wyspę udała się ekspedycja National Geographic, która poszukiwała wraku samolotu, co mogłoby potwierdzić hipotezę rozbicia się u wód Wyspy Gardner. Wraku jednak nie znaleziono.

#### Teoria niewoli japońskiej
Popularną teorią związaną z zaginięciem Amelii Earhart była również ta, sugerująca iż pilotka wylądowała na Wyspach Marshalla po czym została schwytana przez Japończyków, którzy w latach 30. umacniali tam swoje bazy wojskowe, i każdego lotnika-cudzoziemca mogli traktować jako potencjalnego szpiega. Sugerowano nawet, że pilotka ta (pozostając cały czas w niewoli) została po wybuchu wojny zwerbowana przez Japończyków, by występować przed mikrofonem w ich propagandowych audycjach radiowych, jako „Tokijska Róża”. Amerykańskie stacje nasłuchowe twierdziły bowiem, że część audycji nadawała kobieta z amerykańskim akcentem. Rząd amerykański wyekspediował nawet na Pacyfik męża Earhart, George’a Palmera Putnama, by zidentyfikował głos kobiety. Jego zaprzeczenia, jakoby głos należał do jego żony, nie powstrzymały plotek.

## Odznaczenia
- Zaszczytny Krzyż Lotniczy[7]
- Order Legii Honorowej[7]

## Amelia Earhart w kulturze masowej
- Amelia Earhart – telewizyjny film biograficzny z 1976
- Amelia Earhart (ang. Amelia) – film biograficzny z 2009
- Postać Amelii Earhart pojawiła się w serialu science fiction American Horror Story: Podwójny seans. Wcieliła się w nią Lily Rabe.
- Piosenkarka i kompozytorka Joni Mitchell napisała utwór pt. „Amelia”, będący hołdem dla Amelii Earhart. Piosenka została zawarta na albumie „Hejira”.